# Monoculodes perditus
Monoculodes perditus är en kräftdjursart som beskrevs av J. L. Barnard 1966. Monoculodes perditus ingår i släktet Monoculodes och familjen Oedicerotidae. Inga underarter finns listade i Catalogue of Life.